# Zapasy na Letnich Igrzyskach Olimpijskich 1996 – kategoria do 90 kg w stylu klasycznym
Zmagania mężczyzn do 90 kg to jedna z dziesięciu męskich konkurencji w zapasach w stylu klasycznym rozgrywanych podczas Letnich Igrzysk Olimpijskich 1996. Pojedynki w tej kategorii wagowej odbyły się w dniach 22 – 23 lipca.

## Klasyfikacja[1]
| Pozycja | Nazwisko                     | Kraj                 |
| ------- | ---------------------------- | -------------------- |
| 1       | Wjaczesław Ołejnyk           | Ukraina              |
| 2       | Jacek Fafiński               | Polska               |
| 3       | Maik Bullmann                | Niemcy               |
| 4       | Alaksandr Sidarenka          | Białoruś             |
| 5       | Hakkı Başar                  | Turcja               |
| 6       | Jordanis Konstandinidis      | Grecja               |
| 7       | Derrick Waldroup             | Stany Zjednoczone    |
| 8       | Marek Švec                   | Czechy               |
| 9       | Tsolak Yeghishyan            | Armenia              |
| 10      | Reynaldo Peña                | Kuba                 |
| 11      | Siergiej Matwijenko          | Kazachstan           |
| 12      | Rozy Rejepow                 | Turkmenistan         |
| 13      | Gogi Koguaszwili             | Rosja                |
| 14      | Mustafa Abd al-Haris Ramadan | Egipt                |
| 15      | Christo Dimitrow             | Bułgaria             |
| 16      | Nándor Gelénesi              | Węgry                |
| 17      | Fahrudin Hodžić              | Bośnia i Hercegowina |
| 18      | Goran Kasum                  | Jugosławia           |
| 19      | Doug Cox                     | Kanada               |
| 20      | Harri Koskela                | Finlandia            |
| .       | Eom Jin-han                  | Korea Południowa     |
| 22      | Abd al-Aziz as-Safawi        | Maroko               |
| .       | Lucio Vásquez                | Peru                 |

## Zasady[2]
- TO — Łopatki
- PP — Na punkty (Pokonany zdobył punkty)
- PO — Na punkty (Pokonany bez punktów)
- ST — Przewaga (10 punktów różnicy, pokonany bez punktów)
- SP — Przewaga (10 punktów różnicy, pokonany zdobył punkty)

## Wyniki

### Runda 1
|                     | Wynik |                              | Punkty |
| 1/16                | 1/16  | 1/16                         | 1/16   |
| ------------------- | ----- | ---------------------------- | ------ |
| Eom Jin-han         | 1–2   | Reynaldo Peña                | 1–3 PP |
| Hakkı Başar         | 6–1   | Gogi Koguaszwili             | 3–1 PP |
| Goran Kasum         | 3–0   | Doug Cox                     | 3–0 PO |
| Wjaczesław Ołejnyk  | 12–0  | Fahrudin Hodžić              | 4–0 ST |
| Harri Koskela       | 0–7   | Siergiej Matwijenko          | 0–3 PO |
| Alaksandr Sidarenka | 3–0   | Derrick Waldroup             | 3–0 PO |
| Maik Bullmann       | 3–0   | Mustafa Abd al-Haris Ramadan | 3–0 PO |
| Jacek Fafiński      | 4–0   | Abd al-Aziz as-Safawi        | 4–0 TO |
| Marek Švec          | 1–3   | Rozy Rejepow                 | 1–3 PP |
| Lucio Vásquez       | 0–10  | Jordanis Konstandinidis      | 0–4 ST |
| Tsolak Yeghishyan   | 5–1   | Nándor Gelénesi              | 3–1 PP |
| Christo Dimitrow    |       | Bez walki                    |        |

### Runda 2
|                              | Wynik |                       | Punkty |
| 1/8                          | 1/8   | 1/8                   | 1/8    |
| ---------------------------- | ----- | --------------------- | ------ |
| Christo Dimitrow             | 3–0   | Reynaldo Peña         | 3–0 PO |
| Hakkı Başar                  | 3–0   | Goran Kasum           | 3–0 PO |
| Wjaczesław Ołejnyk           | 4–1   | Siergiej Matwijenko   | 3–1 PP |
| Alaksandr Sidarenka          | 0–1   | Maik Bullmann         | 0–3 PO |
| Jacek Fafiński               | 12–2  | Rozy Rejepow          | 4–1 SP |
| Jordanis Konstandinidis      | 12–0  | Tsolak Yeghishyan     | 4–0 ST |
| Repasaże                     |       |                       |        |
| Eom Jin-han                  | 0–4   | Gogi Koguaszwili      | 0–3 PO |
| Doug Cox                     | 2–5   | Fahrudin Hodžić       | 1–3 PP |
| Harri Koskela                | 1–11  | Derrick Waldroup      | 1–4 SP |
| Mustafa Abd al-Haris Ramadan | 4–0   | Abd al-Aziz as-Safawi | 3–0 PO |
| Marek Švec                   | 10–0  | Lucio Vásquez         | 4–0 ST |
| Nándor Gelénesi              |       | Bez walki             |        |

### Runda 3
|                              | Wynik |                     | Punkty |
| 1/4                          | 1/4   | 1/4                 | 1/4    |
| ---------------------------- | ----- | ------------------- | ------ |
| Christo Dimitrow             | 3–5   | Hakkı Başar         | 1–3 PP |
| Wjaczesław Ołejnyk           | 4–2   | Maik Bullmann       | 3–1 PP |
| Jacek Fafiński               |       | Bez walki           |        |
| Jordanis Konstandinidis      |       | Bez walki           |        |
| Repasaże                     |       |                     |        |
| Nándor Gelénesi              | 2–1   | Gogi Koguaszwili    | 3–1 PP |
| Fahrudin Hodžić              | 0–12  | Derrick Waldroup    | 0–4 ST |
| Mustafa Abd al-Haris Ramadan | 4–8   | Marek Švec          | 1–3 PP |
| Reynaldo Peña                | 3–0   | Goran Kasum         | 3–0 PO |
| Siergiej Matwijenko          | 1–1   | Alaksandr Sidarenka | 1–3 PP |
| Rozy Rejepow                 | 2–5   | Tsolak Yeghishyan   | 1–3 PP |

### Runda 4
|                     | Wynik    |                         | Punkty   |
| Półfinał            | Półfinał | Półfinał                | Półfinał |
| ------------------- | -------- | ----------------------- | -------- |
| Hakkı Başar         | 0–3      | Wjaczesław Ołejnyk      | 0–3 PO   |
| Jacek Fafiński      | 6–0      | Jordanis Konstandinidis | 3–0 PO   |
| Repasaże            |          |                         |          |
| Nándor Gelénesi     | 0–6      | Derrick Waldroup        | 0–3 PO   |
| Marek Švec          | 4–2      | Reynaldo Peña           | 3–1 PP   |
| Alaksandr Sidarenka | 3–1      | Tsolak Yeghishyan       | 3–1 PP   |
| Christo Dimitrow    | 0–11     | Maik Bullmann           | 0–4 TO   |

### Runda 5
|                  | Wynik    |                     | Punkty   |
| Repasaże         | Repasaże | Repasaże            | Repasaże |
| ---------------- | -------- | ------------------- | -------- |
| Derrick Waldroup | 0–4      | Maik Bullmann       | 0–3 PO   |
| Marek Švec       | 1–3      | Alaksandr Sidarenka | 1–3 PP   |

### Runda 6
|                     | Wynik    |                         | Punkty   |
| Repasaże            | Repasaże | Repasaże                | Repasaże |
| ------------------- | -------- | ----------------------- | -------- |
| Hakkı Başar         | 0–4      | Maik Bullmann           | 0–4 TO   |
| Alaksandr Sidarenka | 5–0      | Jordanis Konstandinidis | 3–0 PO   |

### Finały[12]
|                    | Wynik            |                         | Punkty           |
| O siódme miejsce   | O siódme miejsce | O siódme miejsce        | O siódme miejsce |
| ------------------ | ---------------- | ----------------------- | ---------------- |
| Derrick Waldroup   | 10–2             | Marek Švec              | 3–1 PP           |
| O piąte miejsce    |                  |                         |                  |
| Hakkı Başar        | 4–1              | Jordanis Konstandinidis | 4–0 TO           |
| O brązowy medal    |                  |                         |                  |
| Maik Bullmann      | 2–0              | Alaksandr Sidarenka     | 3–0 PO           |
| Finał              |                  |                         |                  |
| Wjaczesław Ołejnyk | 6–0              | Jacek Fafiński          | 3–0 PO           |